# Il capitano Gary
Il capitano Gary (Deputy Marshal) è un film del 1949 diretto da William Berke.
È un western statunitense con Jon Hall, Frances Langford e Dick Foran. È basato sul romanzo del 1947 Deputy Marshal di Charles Heckelmann.

## Produzione
Il film, diretto da William Berke su una sceneggiatura di William Berke e un soggetto di Charles Heckelmann, fu prodotto da William Stephens per la Lippert Pictures e girato nell'Iverson Ranch a Chatsworth, Los Angeles, California, nella prima metà di luglio 1949. La fotografia adottò la Garutso Balanced Lens, un tipo particolare di lente che creava una sorta di effetto in 3-D.

## Distribuzione
Il film fu distribuito con il titolo Deputy Marshal negli Stati Uniti dal 28 ottobre 1949 al cinema dalla Screen Guild Productions.
Altre distribuzioni:
- in Germania Ovest nel 1951 (Texaspolizei räumt auf)
- in Austria nel gennaio del 1952 (Texaspolizei räumt auf)
- in Portogallo il 3 novembre 1952 (Sangue Aventureiro)
- in Italia (Il capitano Gary)

## Promozione
Le tagline sono:
- BLOOD AND THUNDER Excitement!... in a thrill-swept story of a terror-stricken town!
- Hear Frances Sing - "LEVIS, PLAID SHIRT AND JEANS" - "THERE'S A HIDEOUT IN HIDDEN VALLEY"
- FILMED WITH THE NEW GARUTSO LENS FOR 3-DIMENSIONAL EFFECT!
- MARSHAL LAW vs. SIX-SHOOTER LAW!... IN A TERROR-STRICKEN TOWN OF RUTHLESS RUSTLERS!!
- ONE MAN JUSTICE!... FACES RUTHLESS RUSTLERS IN A LAWLESS FRONTIER!
- Rip-Roaring Action!
- Terrific Trigger Thrills... in a terror-stricken town!